# Audi RS3 LMS
De Audi RS 3 LMS is een raceauto van het Duitse automerk Audi. De auto is bedoeld om uit te komen in de TCR International Series. Vanaf 2018 zijn de TCR International Series opgeheven en zal de auto in de World Touring Car Cup rijden. De RS 3 LMS werd in 2017 gepresenteerd als vervanger van de Audi TT Cup, die in 2015 al had meegereden in TCR-kampioenschappen, maar intussen niet meer toegestaan was. Daarnaast blijft de RS 3 LMS in vele regionale TCR-kampioenschappen, zoals die van Azië, Italië, USA en Scandinavië en in TCR-klasses bij andere races, zoals de 24 uur van de Nürburgring en VLN. 
Hoewel de auto gebaseerd is op de Audi RS 3 Limousine ligt de techniek dichter bij die van de Audi S3. TCR reglementen schrijven namelijk voor dat de motor maximaal 2,0 liter groot mag zijn, en de RS 3 heeft een 2,5 liter vijfcilinder. De 2.0 TFSI uit onder andere de S3 wordt daarom gebruikt, met 330 pk en 420 Nm. Dezelfde motor wordt ook in de Seat León TCR en de Volkswagen Golf GTI TCR gebruikt. Ook heeft de RS 3 LMS als voorgeschreven voorwielaandrijving. Dit in tegenstelling tot de straatauto, die quattro heeft. De acceleratie van 0-100 km/u verschiet in 4,5 seconden en de topsnelheid is zo'n 240 km/u. 

## Kampioenschappen
Sinds 2017 pakte Audi de volgende kampioenschappen met de RS 3:
| Kampioenschap                        | Jaar | Winnaar          |
| ------------------------------------ | ---- | ---------------- |
| TCR Russian Touring Car Championship | 2017 | Dmitry Bragin    |
| TCR China Touring Car Championship   | 2017 | Andy Yan         |
| TCR Russian Touring Car Championship | 2018 | Dmitry Bragin    |
| TCR BeNeLux Touring Car Championship | 2018 | Jean Karl Vernay |